# Leslie Cheung
Leslie Cheung (Hongkong, 12 september 1956 - Hongkong, 1 april 2003) (jiaxiang: Guangdong) was een zanger en acteur uit Hongkong.

## Biografie

### Carrière
Leslie Cheung Kwok-wing werd geboren als Cheung Fat-Chung als de jongste van tien kinderen. Zijn familie was van Hakka afkomst zijn jiaxiang was Guangdong, Meixian (廣東梅縣). Zijn vader (Cheung Wut-Hoi) was een bekende kleermaker, die onder andere Cary Grant als klant had. Hij heeft altijd het Chinees boeddhisme gepraktiseerd. Zijn ouders scheidden toen hij nog een kind was. Op zijn dertiende werd hij naar de Engelse Norwich School, een kostschool, gestuurd. Hij had een baantje als barkeeper in een restaurant van zijn familie en trad op als zanger in het weekeinde. In deze periode koos hij zijn artiestennaam 'Leslie', naar eigen zeggen naar Leslie Howard uit Gone with the Wind.
Na de kostschool ging hij naar de Universiteit van Leeds. Op het einde van zijn eerste jaar ging hij terug naar Hongkong nadat zijn vader ziek was geworden. Toen deze weer beter was ging hij niet meer terug naar Engeland, maar begon een zangcarrière. Na een matige start werd hij uiteindelijk een van de stichters van de zogenaamde 'Cantopop'. In 1978 speelde hij in zijn eerste film, het erotische 'The Erotic Dream of the Red Chamber' (紅樓春上春). Ook speelde hij in diverse televisieseries, die hem in Azië bekend maakten. Hij was een van de weinige homoseksuele bekende Hongkongers die uit de kast kwam.
In 1982 speelde hij de rol van Louis in de film 'Nomad' van Patrick Tam. Hiervoor kreeg hij een nominatie als beste acteur bij de Hong Kong Film Awards. In deze tijd had hij ook zijn eerste echte hit als zanger: 'The Wind Blows On' uit 1983. Tussen 1986 en 1989 speelde hij in klassiekers als 'A Better Tomorrow' en 'A Chinese Ghost Story'. In de jaren negentig maakte hij met regisseur Wong Kar-Wai 'Days of Being Wild', 'Ashes of Time' en 'Happy Together'. Ook speelde hij in 1992 in 'Farewell My Concubine' van regisseur Chen Kaige, de eerste Chinese film die de Gouden Palm van het filmfestival van Cannes won.

### Overlijden
Om zes uur drieënveertig in de avond (Hongkongse tijd) op 1 april 2003 pleegde Leslie Cheung zelfmoord door van het Mandarin Oriental Hotel in Hongkong af te springen. In het afscheidsbriefje verklaarde hij aan zware depressies te lijden. Hij bedankte al zijn vrienden en zijn laatste psycholoog en vertelde dat hij het gevecht tegen zijn depressies niet meer aankon. En hij bedankte zijn familie en vooral zijn zus Fei, die hem nooit iets kwaads heeft aangedaan. Hij sloot het briefje af met de vraag "Waarom moet het zo zijn?" en was toen 46 jaar oud. De familie Cheung bevestigde dat hij last had van klinische depressie en al bijna een jaar hulp kreeg van de psycholoog. Ze vertelden ook dat de bekende Hongkonger in 2002 al een poging deed om zelfmoord te plegen. Later in 2003 ontkende Leslies nicht dat hij leed aan hevige depressies.
Leslie Cheungs dood schokte miljoenen mensen in Azië. Hij was een grote beroemde ster en bij de publieke uitvaart waren tienduizenden fans aanwezig, ondanks de toen aanwezige gevaarlijke SARS en de waarschuwing van de WTO om niet naar Hongkong te reizen. De uitvaart vond plaats op 7 april 2003 en was een traditionele Chinese begrafenis met Chinees-boeddhistische rituelen. Rond die periode werden de liedjes van de ster grijs gedraaid op Aziatische radiozenders.
Cheungs laatste muziekalbum Everything Follows the Wind (一切隨風) kwam drie maanden na zijn dood uit.

## Beknopte filmografie
- 1978 - Erotic Dream of the Red Chamber
- 1982 - Nomad
- 1986 - A Better Tomorrow
- 1987 - Rouge
- 1987 - A Chinese Ghost Story
- 1987 - A Better Tomorrow II
- 1990 - A Chinese Ghost Story II
- 1991 - Once a Thief
- 1991 - Days of Being Wild
- 1993 - The Bride with White Hair
- 1993 - The Bride with White Hair 2
- 1993 - Farewell My Concubine
- 1994 - Ashes of Time
- 1995 - The Phantom Lover
- 1996 - Temptress Moon
- 1997 - Happy Together
- 2002 - Inner Senses

- Bibsys: 4086930
- Biblioteca Nacional de España: XX1272270
- Bibliothèque nationale de France: cb13939269f (data)
- CiNii: DA13150232
- Gemeinsame Normdatei: 135714354
- International Standard Name Identifier: 0000 0001 2148 716X
- Library of Congress Control Number: no97066906
- MusicBrainz: d780609b-eca5-4277-a0c2-801cc0404764
- Bibliotheek van het Japanse parlement: 00796326
- Nationale Bibliotheek van Tsjechië: pna2007384022
- Nationale bibliotheek van Australië: 35398137
- Nationale Bibliotheek van Israël: 987007328107905171
- Nationale Bibliotheek van Polen: a0000002939422
- Nederlandse Thesaurus van Auteursnamen: 294877878
- SNAC: w60c5rd0
- Système universitaire de documentation: 080690394
- Trove: 938752
- Virtual International Authority File: 117374826
- WorldCat: E39PCjF4jB8hYbqQMHMBpKMgcd